# Grand Prix Formule 1 van Las Vegas

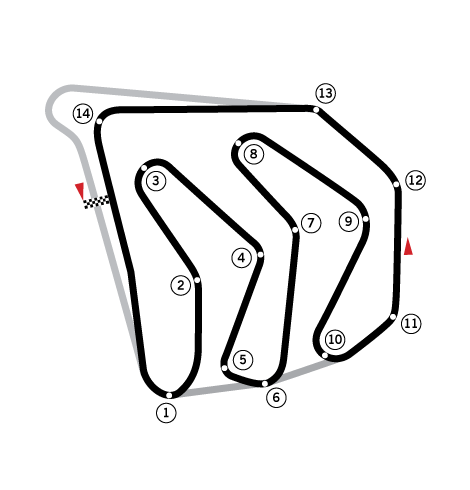
Caesars Palace Grand Prix (circuit in 1981 en 1982)

De Grand Prix van Las Vegas is een wedstrijd uit de Formule 1-kalender die twee keer gehouden werd in 1981 en in 1982 op het Caesars Palace Grand Prix Circuit in Las Vegas. 
De race stond eerst ook bekend als de Caesars Palace Grand Prix.
Op 30 maart 2022 werd bekendgemaakt dat de Grand Prix van Las Vegas terugkeert op de kalender waarmee het aantal Grands Prix in de Verenigde Staten in 2023 op drie komt. Het nieuwe Las Vegas Street Circuit is een stratencircuit dat 6,201 km lang is en 17 bochten heeft. Het ligt vlak bij de oude locatie van het circuit dat gebruikt werd in de jaren '80, het Caesars Palace Grand Prix Circuit.
Op 18 november 2023 werd op het circuit de 1100ste Grand Prix binnen de Formule 1 gereden en als enige Grand Prix in 2023 werd de wedstrijd op zaterdag(avond), lokale tijd, verreden in plaats van op zondag.

## Winnaars van de Grands Prix
| Jaar        | Coureur                   | Constructeur              | Circuit                           | Verslag                   |
| ----------- | ------------------------- | ------------------------- | --------------------------------- | ------------------------- |
| 2024        | George Russell            | Mercedes                  | Las Vegas Street Circuit          | Verslag                   |
| 2023        | Max Verstappen            | Red Bull-Honda RBPT       | Las Vegas Street Circuit          | Verslag                   |
| 2022 - 1983 | Grand Prix niet verreden. | Grand Prix niet verreden. | Grand Prix niet verreden.         | Grand Prix niet verreden. |
| 1982        | Michele Alboreto          | Tyrrell-Ford              | Caesars Palace Grand Prix Circuit | Verslag                   |
| 1981        | Alan Jones                | Williams-Ford             | Caesars Palace Grand Prix Circuit | Verslag                   |